# Caracas Open
Il Caracas Open è stato un torneo di tennis facente parte del Grand Prix giocato dal 1971 al 1983 a Caracas in Venezuela.

## Albo d'oro

### Singolare
| Anno      | Vincitore        | Finalista          | Punteggio                 |
| --------- | ---------------- | ------------------ | ------------------------- |
| 1958      | Budge Patty      | Luis Ayala         | 6–3, 12–10, 3–6, 4–6, 6–3 |
| 1959      | Jon Douglas      | Mike Davies        | 6–3, 6–4, 6–3             |
| 1960      | Andrés Gimeno    | Mike Davies        | 6–3, 3–6, 6–4, 6–3        |
| 1961      | Rod Laver        | Luis Ayala         | 4–6, 6–4, 6–3, 4–6, 8–6   |
| 1962      | Rod Laver        | Roy Emerson        | 9–7, 6–2, 6–0             |
| 1963      | Manuel Santana   | Thomaz Koch        | 9–11, 7–5, 6–1, 6–4       |
| 1964      | Ron Holmberg     | Roy Emerson        | 6–2, 6–4, 9–7             |
| 1965      | Pierre Barthes   | Manuel Santana     | 6–1, 6–4, 6–2             |
| 1966      | Tony Roche       | John Newcombe      | 0–6, 6–3, 6–4, 3–6, 6–4   |
| 1967      | Niki Pilic       | Rafael Osuna       | 4–6, 7–5, 6–0, 4–6, 6–1   |
| 1968      | Marty Riessen    | Cliff Richey       | 6–1, 8–6, 6–1             |
| 1969      | Thomaz Koch      | Mark Cox           | 8–6, 6–3, 2–6, 6–4        |
| 1970      | Tom Gorman       | Gerald Battrick    | 6–2, 6–4, 1–6, 6–3        |
| 1971      | Thomaz Koch      | Manuel Orantes     | 7–6, 6–1, 6–3             |
| 1972      | Manuel Orantes   | Haroon Rahim       | 6–4, 7–5, 6–4             |
| 1973      | Tom Gorman       | François Jauffret  | 6–3, 7–6, 6–3             |
| 1974      | Charlie Pasarell | Eddie Dibbs        | 6–7, 6–2, 6–1             |
| 1975      | Rod Laver        | Raúl Ramírez       | 7–6, 6–2                  |
| 1976      | Raúl Ramírez     | Ilie Năstase       | 6–3, 6–4                  |
| 1977–1981 | Non disputato    |                    |                           |
| 1982      | Raúl Ramírez     | Zoltán Kuhárszky   | 4–6, 7–6, 6–3             |
| 1983      | Raúl Ramírez     | Morris Skip Strode | 6–4, 6–2                  |

### Doppio
| Anno      | Vincitori                     | Finalisti                    | Punteggio               |
| --------- | ----------------------------- | ---------------------------- | ----------------------- |
| 1971      | Thomaz Koch Edison Mandarino  | Gerald Battrick Peter Curtis | 6–4, 3–6, 6–7, 6–4, 7–6 |
| 1972      | Patricio Cornejo Jaime Fillol | Jim McManus Manuel Orantes   | 6–4, 6–3, 7–6           |
| 1973-1974 | Non disputato                 |                              |                         |
| 1975      | Ross Case Geoff Masters       | Brian Gottfried Raúl Ramírez | 7–5, 4–6, 6–2           |
| 1976      | Brian Gottfried Raúl Ramírez  | Jeff Borowiak Ilie Năstase   | 7–5, 6–4                |
| 1977–1981 | Non disputato                 |                              |                         |
| 1982      | Steve Meister Craig Wittus    | Eric Fromm Cary Leeds        | 6–7, 7–6, 6–4           |
| 1983      | Jaime Fillol Stan Smith       | Andrés Gómez Ilie Năstase    | 6–7, 6–4, 6–3           |